# Обмачев
О́бмачев (укр. О́бмачів) — село, расположенное на территории Бахмачского района Черниговской области (Украина) на левом берегу реки Сейм.

## История
Впервые упоминается в 1770 году.
Происхождение названия села связывают с названием реки Обмачивка, которая была притоком Сейма.
Село основано 1636 году на территории Новгород-Северского уезда Черниговского воеводства Речи Посполитой. 
С 1917 года — в составе УНР. 

## География
Село Обмачев находится примерно в 21 км к северу от центра города Бахмач. Средняя высота населённого пункта — 121 м над уровнем моря. Село находится в зоне умеренного умеренно континентального климата.

## Население
Население составляло более 900 человек в 2022 году. Население составляло 1021 житель (2006 год). Плотность населения — 464,09 чел/кв.км.
Национальный состав представлен преимущественно украинцами, конфессиональный состав — христианами.